# Яркост
Яркостта е физична величина, характеризираща интензивността на светене на телата. Този термин е взет от фотометрията и е една от най-важните характеристики на цвета, особено в експонометрията. Яркостта се приема като количествена характеристика на цвета без значение дали тялото свети със собствена или отразена светлина. Повърхностната яркост на тялото, светещо с отразена светлина, е правопропорционална на интензивността на осветлението и на коефициента на отражение.
Разликата на яркост от светлост се състои в това, че яркостта е променлива характеристика на цветната повърхност, зависеща от нейната осветеност, а светлостта е постоянна характеристика на повърхността и не се променя от осветлението. Трябва да се подчертае, че понятието яркост се отнася за съответен приемник на светлината, като в практиката има три приемника на светлина: окото, светломерът и филмовият материал. Затова яркостта се дели на визуална, фотометрична и фотографска. Големината на всяка от тези яркости зависи от два фактора – енергийната яркост на цвета и спектралната чувствителност на приемника.
Яркостта L изразява интензитета на светлината, която се получава от светеща (отразяваща) повърхност с лице единица, проектирана върху равнина, нормална на посоката, в която се определя яркостта:
L = (ΔI/ΔS)*cosφ,
където:
- ΔI е интензивността на светлината, получена от площта ΔS;
- ΔS е площ на отразяващата (светещата) повърхност;
- φ е ъгълът между нормалата на светещата повърхност и разглежданата посока.

Единицата за яркост в SI е кандела на квадратен метър (cd/m2). Яркостта на равномерно светеща повърхност е 1 cd/m2, когато в перпендикулярна посока от 1 m2 се получава интензивност 1 cd. Тази единица се нарича още нит (nt). Използва се и стилб (sb), което е извънсистемна единица (1 sb = 1 cd/cm2 = 104 cd/m2).
Някои стойности на яркостта за различни източници, nt (cd/m2):
- повърхността на Слънцето – 1,5х109
- лампа с нажежаема жичка – 1,5х106
- сняг при пряко слънчево осветление – 3,0х104
- пламък на свещ – 5,0х103
- повърхност на екран в киносалон – 15
- лист бяла хартия (при осветление 50 lx) – 10

Яркостта се измерва с яркомери. В зависимост от областта на приложение те се различават по своите функционални характеристики като: ъглово поле на измерване, диапазон на измерване, спектрална чувствителност и други.